# Granulhepomidion granulipenne
Granulhepomidion granulipenne là một loài bọ cánh cứng trong họ Cerambycidae.